# シャルル・ジョゼフ (リーニュ公)
シャルル・ジョゼフ・ラモラール・フランソワ・アレクシ・ド・リーニュ（フランス語: Charles-Joseph Lamoral Francois Alexis de Ligne）またはカール・ヨーゼフ・ラモラル・フォン・リーニュ（ドイツ語: Karl-Joseph Lamoral 7. Fürst von Ligne 1735年5月23日 - 1814年12月13日）は、第7代リーニュ公（侯）。単にド・リーニュ公（侯）（フランス語: Prince de Ligne）と表記されることも多い。ハプスブルク帝国・オーストリア帝国の元帥であるとともに、著名な著述家であった。ウィーン会議を「会議は踊る、されど進まず」と評した人物である。

## 生涯

### 軍人としての成功

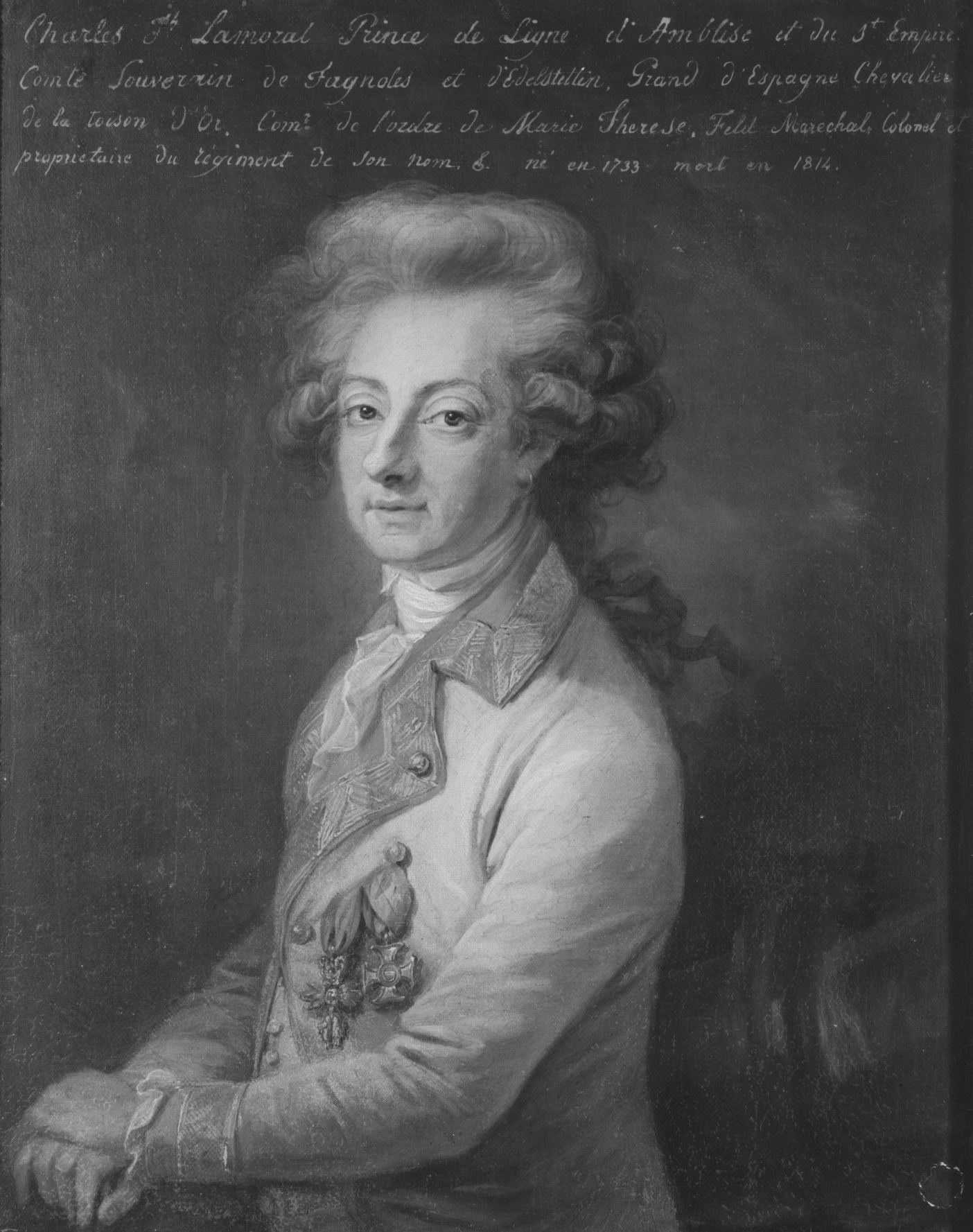
第7代リーニュ公シャルル・ジョゼフ

シャルル・ジョゼフは、オーストリア領ネーデルラントのブリュッセルで生まれた。父はリーニュ公クロード・ラモラール2世、母エリーザベトの父はルートヴィヒ・オットー・ツー・ザルムだった。シャルル・ジョゼフは若いころから帝国軍に入り、七年戦争のヴロツワフの戦い、ロイテンの戦い、ホッホキルヒの戦い、マクセンの戦いで勇気を奮い頭角を現した。ロイテンの戦いでは若大尉として突然200人の指揮を任された上に大隊の大佐をはじめ上官が次々と戦死した際に、自ら部隊を率いて風車の陰に隠れてプロイセン軍の砲撃をかわし、ケーニヒスブルクへの撤退に成功した。
戦争中の1757年に少佐、1758年に中佐、1759年に大佐と順調に昇進し、戦後の1764年4月23日に少将、1773年5月1日に中将に昇進した。1772年には金羊毛騎士団員となる栄誉を与えられている。1771年には、ザクセン・ゴーダ・アルテンブルク公ヴィルヘルム・カール・クリスティアンの後継として第30歩兵連隊の連隊所有者となった。

### ヨーロッパ各地での活躍

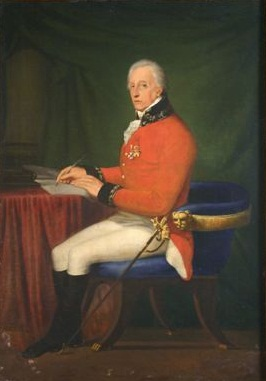
シャルル・ジョセフ・ド・リーニュ（1807年ごろ）

シャルル・ジョゼフは次第に皇帝ヨーゼフ2世の親友かつ相談役となり、また父の莫大な遺産と領地を相続したことで、華麗な宮廷生活を楽しむようになった。しかしバイエルン継承戦争が勃発すると、彼は軍隊に復帰することになった。
戦争は短期間でほとんど有名無実に終わった。するとシャルル・ジョゼフはイングランド、ドイツ、イタリア、スイス、フランスとヨーロッパ中を旅して、各国の宮廷、軍営地、サロン、哲学者や科学者の学会を訪問した。特にプロイセンを訪れた際には敵であるはずのフリードリヒ2世に心酔し、彼のシュレジエン併合を正当化するまでになった。
1787年、シャルル・ジョゼフはロシアのエカチェリーナ2世のクリミア視察に同行した。同年9月8日、シャルル・ジョゼフは歩兵大将に昇進した。1789年5月から墺土戦争に参陣してベオグラード包囲戦でのオーストリア勝利に貢献し、10月12日にはマリア・テレジア司令官十字章を受けた。

### ブラバントとフランスの革命
ベオグラード包囲戦の直後、故国南ネーデルラントでブラバント革命が勃発する。このオーストリアからの独立を求める運動にはシャルル・ジョゼフの息子の一人を含む多くの親族が参加しており、ベルギー合衆国を建国することになる運動家たちはシャルル・ジョゼフに革命の指導者になるよう打診したが、彼は「私は冬には蜂起しないのだ」と称して謝絶した。ヨーゼフ2世は一時期シャルル・ジョゼフの反乱への加担を疑ったが、2人はすぐに友情を取り戻した。ベルギーとフランスの革命が激化する最中の1790年2月にヨーゼフ2世は死去したが、シャルル・ジョゼフはベルギーに帰らずそのままウィーンにとどまった。南ネーデルラントの反乱はレオポルト2世によって鎮圧されたが、フランス革命戦争が勃発した1792年から93年にかけてシャルル・ジョゼフの領地はフランス軍に奪われ、さらに1792年9月14日には長男のシャルル・アントワーヌ・ジョゼフ・エマニュエルがラ・クロワ・デュ・ボワの戦いで戦死した。

### 余生
1807年6月13日以降、シャルル・ジョゼフはトラバント近衛隊と宮廷近衛隊の隊長を亡くなるまで務めた。1808年9月6日、彼は元帥に昇進した。
領地を失ったにもかかわらず、莫大な財産が残っていたシャルル・ジョゼフは豪華な生活を送り、その余生を著述にささげた。1814年にウィーン会議について、有名な「会議は踊る、されど進まず」(Le Congrès ne marche pas, il danse.）という言葉を残したのは彼である。真っ赤な服と馬車でウィーンの町を走る老侯爵の装いや言動は常に人々の耳目を集めた。シャルル・ジョゼフは、歴史上もっとも魅力的な男の一人と評された。1814年12月13日にウィーンで死去し、カーレンベルク墓地に埋葬された。79歳没。1815年、第30歩兵連隊所有者はラバル・ニュージェント・ボン・ウェストミースに引き継がれた。

## 著作
シャルル・ジョゼフの著作はその在世中にウィーンで34巻の全集 (Mélanges militaires, littéraires, sentimentaires) にまとめられた。彼は自著の原稿をトラバント近衛隊に遺贈し、これは1817年にウィーンとドレスデンで Œuvres posthumes と題して出版された。フランス語、ドイツ語、英語で以下のような選集も出版されている。
- Œuvres choisies de M. le prince de Ligne (パリ, 1809年)
- Lettres et pensées du Maréchal Prince de Ligne, アンヌ・ルイーズ・ジェルメーヌ・ド・スタール編 (1809年)
- Œuvres historiques, littéraires ... correspondance et poésies diverses (ブリュッセル, 1859年)
- Des Prinzen Karl von Ligne militärische Werke, パッペンハイム伯編 (ズルツバッハ, 1814年)
- Memoir of Charles-Joseph, Prince de Ligne, キャサリン・プレスコット・ウォーメリー編 (ボストン, 1902年)

彼の膨大な著作の中の最高傑作とされているのは、1780年初版の軍事論 Fantaisies et préjuge's militaires である。1783年以降、Miltarische Vorurtheile und Phantasien などのドイツ語版が世に出ている。この書物はポスト・フリードリヒ2世時代の軍事額の古典として不可欠なものとされている。概してシャルル・ジョゼフの軍事論は18世紀後半のジャック・アントワーヌ・ギベールの学説に固執しているとされ、マックス・ヤーンの Gesch. d. Kriegswissenschaften のような議論がもたれている。1809年に発表したオイゲン・フォン・ザヴォイエンの疑似自伝も高い評価を受けている。
以下に示すのはその他の著作の一部である。
- Lettres à Eugénie sur les spectacles (1774年)
- Céphalide, ou les Autres mariages samnites, comédie en musique (1777年)
- Préjugés et Fantaisies militaires (1780年)
- Colette et Lucas, comédie en musique (1781年)
- Coup d'œil sur Belœil (1781年)
- Fantaisies militaires (1783年)
- L'Amant ridicule, proverbe en prose (1787年)
- Mélanges militaires, littéraires et sentimentaires (1795年–1811年)
- Mémoires sur les Juifs (1795年–1811年)
- Les Embarras, pièce en un acte (原稿)
- Contes immoraux

## 家族
1755年8月6日、リヒテンシュタイン公フランツ・ヨーゼフ1世の妹フランチェスカ・クセヴェリア・マリア(1739年11月27日 - 1821年5月17日)と結婚した。この夫婦の間には7人の子が生まれた。
- 長女 マリー・クリスティーヌ・レオポルディネ (1757年5月25日 ブリュッセル – 1830年9月13日 テプリツェ)
- 長男 シャルル・アントワーヌ・ジョゼフ・エマニュエル (1759年9月25日 ブリュッセル – 1792年9月14日)
- 次男 フランソワ・レオポル (1764年11月3日 – 1771年1月6日)
- 三男 ルイ・ウジェーヌ・マリー・ラモラール (1766年5月7日 ブリュッセル – 1813年5月10日 ブリュッセル)
- 四男 アダルベルト・グザヴィエ (1767年8月26日 - 1771年5月23日)
- 次女 エウフェミエ・クリスティーヌ・フィリッピネ (1773年7月18日 ブリュッセル - 1834年3月30日 ウィーン)
- 三女 フロール・アデライード・カロリーヌ (1775年11月8日 ブリュッセル - 1851年12月9日 ウィーン)

またアデライード・フルーリーとの間にアデーレ (1809年 - 1810年)、Angélique d'Hannetaire (1749年 – 1822年)との間に名前不詳の子（1770年）と、2人の庶子をもうけているが、いずれも夭折している。また1810年、長男シャルルの非嫡出の娘ファニー・クリスティーヌ(1788年1月4日 - 1867年5月19日)を養女とした。彼女は「ティティナ」の愛称で呼ばれ、モーリス・オドンネル・フォン・ティアコネル(1780年 - 1843年)と結婚した。
孫（三男ルイ・ウジェーヌの息子）にベルギーの政治家ウジェーヌ1世・ド・リーニュがいる。また養女ティティナの息子にマクシミリアン・カール・ラモラール・オドンネルがいる。彼は1853年に発生したフランツ・ヨーゼフ1世暗殺未遂事件で皇帝を救ったことで知られる。

## 関連書籍
- de Ligne, Prince Charles-Joseph, Mon Journal de la guerre de Sept Ans. Textes inédits introduits, établis et annotés par Jeroom Vercruysse et Bruno Colson (Paris, Editions Honoré Champion, 2008) (L'Âge des Lumières, 44).
- Mansel, Philip. The Prince of Europe: The Life of Charles-Joseph De Ligne, 1735–1814. London: Weidenfeld & Nicolson, 2003 (hardcover, ISBN 0-297-82922-X); 2004 (hardcover, ISBN 1-84212-731-4); London: Phoenix House, 2005 (paperback, ISBN 0-7538-1855-8).
- この記事にはアメリカ合衆国内で著作権が消滅した次の百科事典本文を含む: Chisholm, Hugh, ed. (1911). "Ligne, Charles Joseph, Prince de". Encyclopædia Britannica (英語). Vol. 16 (11th ed.). Cambridge University Press. pp. 678–679.